# Čiang Mai
Čiang Mai (thajsky เชียงใหม่ výslovnost  [tɕʰɪɑŋ mɑ̀i]IPA, anglickou transkripcí Chiang Mai) je hospodářské a turistické centrum severní části Thajska, cca 700 km od Bangkoku, které má přes 150 tisíc obyvatel. Je zde přes 300 chrámů, mj. i Wat Phra Singh ze 14. století. Město je výchozím bodem pro výlety, například na sloní, orchidejové, hadí nebo motýlí chovy, případně k nejvyšší hoře Thajska Doi Inthanon (2 565 m n. m.). Častým cílem je rovněž 1 676 metrů vysoká hora Doi Suthep, odkud je výhled na město. Město je proslaveno také každoročním listopadovým festivalem Loy Krathong, který je oslavou konce rýžové sezony a poděkováním za úspěšnou sklizeň a při kterém se z města vypouští tisíce lampionů štěstí. Velkou oslavou trvající i několik dní je i oslava thajského nového roku - Songkran, odehrávající se v polovině dubna, tedy v období po sklizni rýže.

## Historie
Království Lan Na („království milionu rýžových polí“) vzniklo roku 1281 sjednocením Thajců žijících na severu Thajska. V roce 1296 sem první král Mangrai přesunul z města Chiang Rai nové hlavní město – Čiang Mai. Chiang Mai vzkvétalo jak po straně obchodní, tak po straně historické a kulturní. Vlivem Monů bylo celé království Lan Na silně buddhistické. To posílil král Tilok (vládl 1441–1487), který tu nechal postavit mnoho monumentálních sakrálních staveb. V roce 1477 se zde konal 8. světový synod théravádového buddhismu. 
Čiang Mai dále vzkvétalo až do poloviny 16. století. V roce 1556 ovládli město Barmánci, což zanechalo v Čiang Mai markantní známky barmského vlivu na zdejší architekturu. Zajímavostí je, že první války začaly kvůli posvátné a mocné sošce „Smaragdového Buddhy“ (dnes uložené v chrámu Wat Phra Kaew v Bangkoku. Lan Na se po invazi Barmánců stalo vazalským státem.
V roce 1785 byli Barmánci ze země vyhnáni a za vlády Ramy V. se království Lan Na stalo součástí Thajského království.

## Památky
- Wat Chiang Mai: nejstarší chrám založen králem Mangraiem roku 1296
- Wat Čedí Luang: říká se, že tu byla ještě v 15. století uchovávána socha „Smaragdového Buddhy“
- Noční bazar: jeden z největších nočních bazarů - nachází se tu kromě různých stánků i pouliční občerstvení a hospůdky
- v okolí: Národní park Doi Suthep, chrám Wat Phra That Doi Suthep, vesnice s ženami z horského kmenu Karen Long Neck

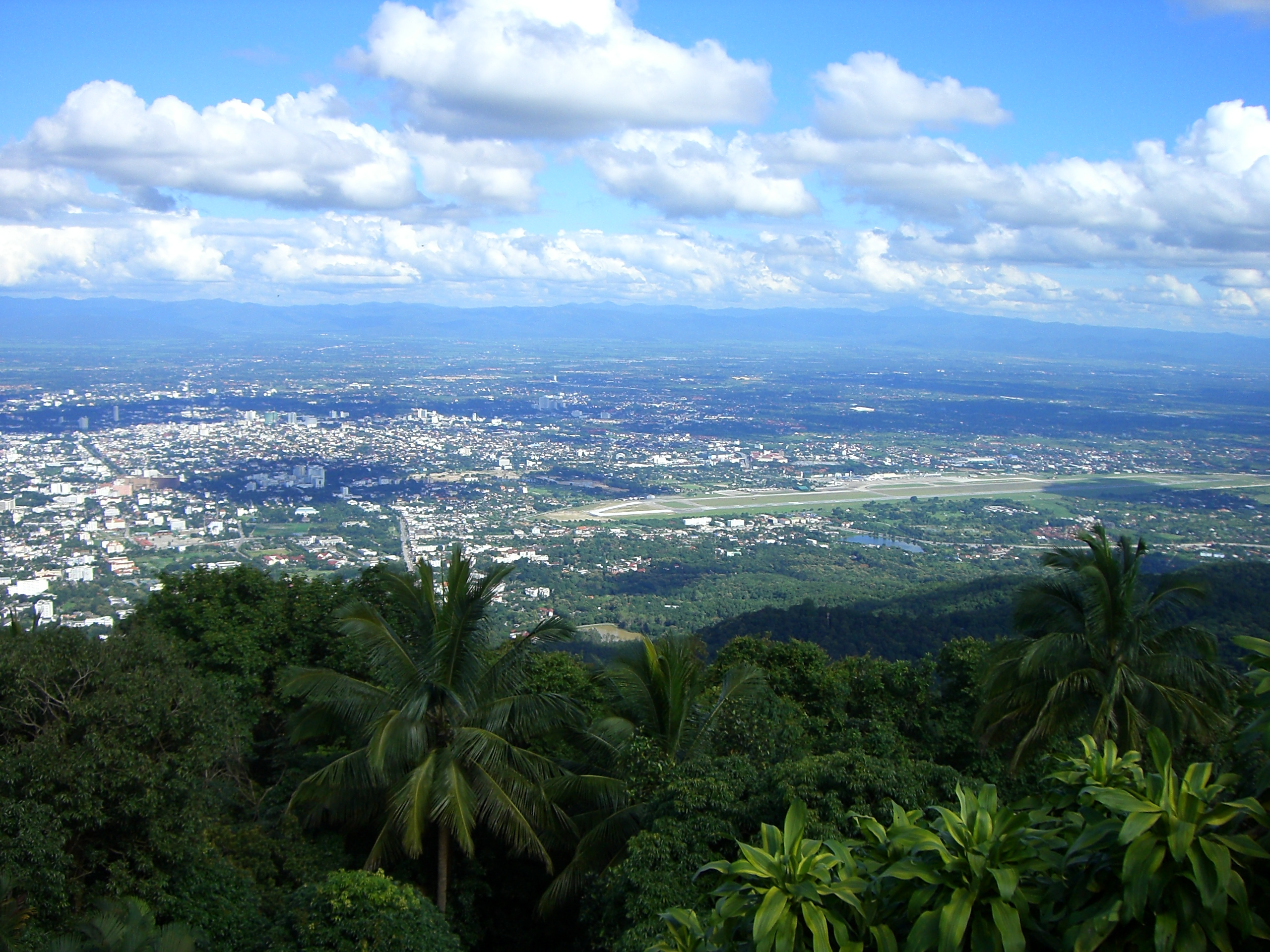
Pohled na Čiang Mai z hory Doi Suthep
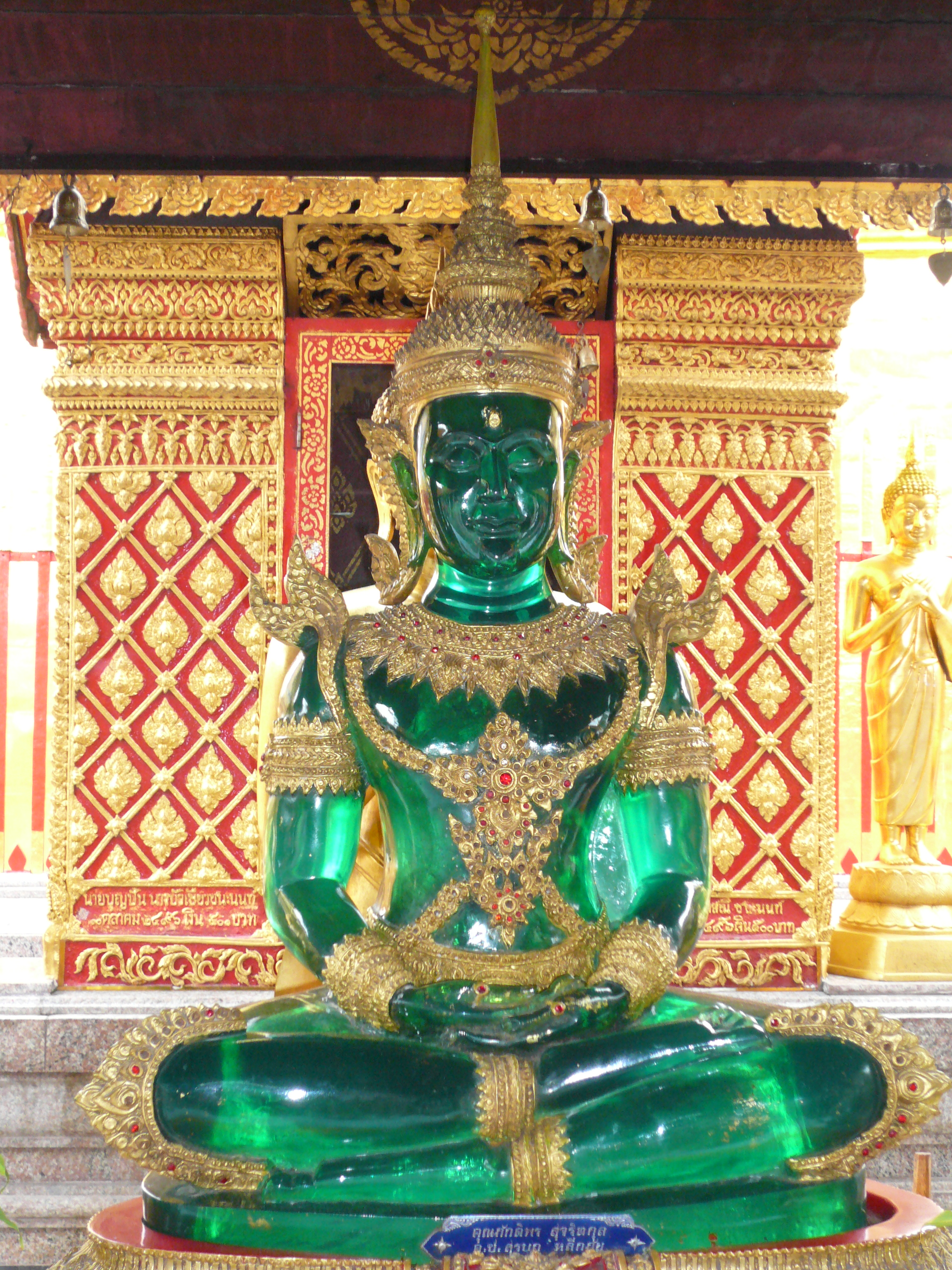
Smaragdový Buddha
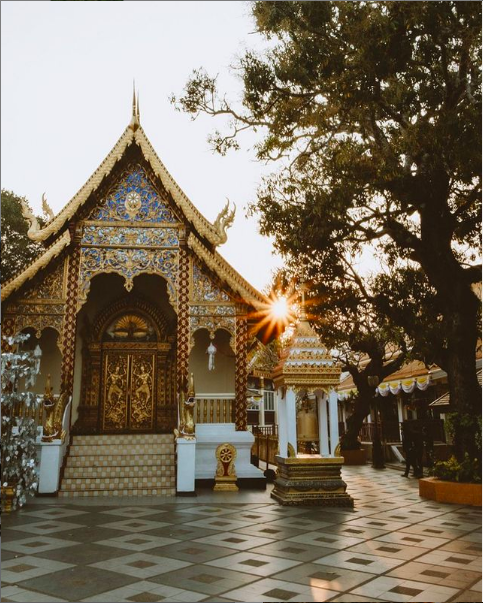
Chrám Wat Phra That Doi Suthep v Čiang Mai